# Kingsport Speedway
De Kingsport Speedway is een racecircuit gelegen in Kingsport, Tennessee. Het is een ovaal circuit van 0,337 mijl of 540 meter in lengte. Het circuit werd tussen 1969 en 1971 drie keer gebruikt voor wedstrijden uit de NASCAR Grand National Series.

## Winnaars op het circuit
Winnaars op het circuit uit de Grand National Series.
| Jaar | Race          | Winnaar       | Auto     |
| ---- | ------------- | ------------- | -------- |
| 1969 | Kingsport 250 | Richard Petty | Ford     |
| 1970 | Kingsport 100 | Richard Petty | Plymouth |
| 1971 | Kingsport 300 | Bobby Isaac   | Dodge    |